# Península de Eyre

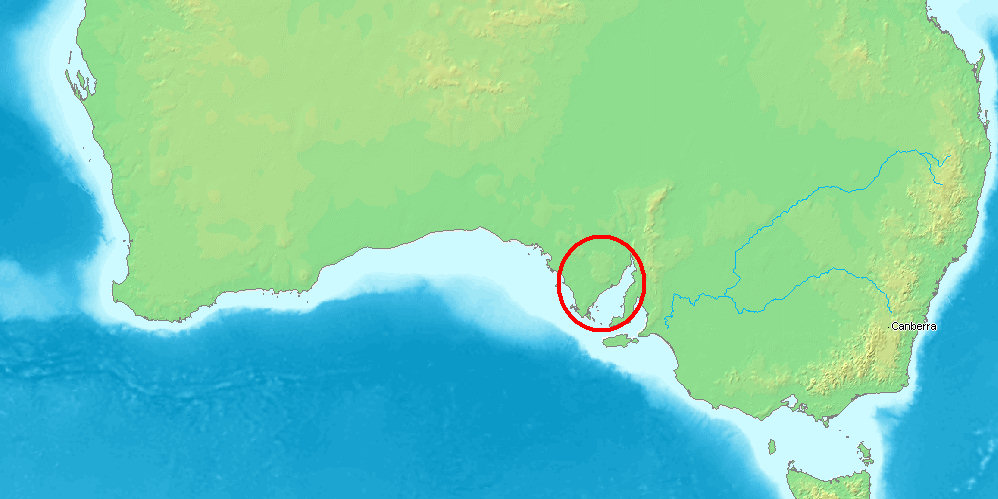
Localización de la península de Eyre y el golfo Spencer en el sur del continente australiano.

La península de Eyre es una península de forma triangular de Australia Meridional que posee una superficie aproximada de 55200 km2. Limita al este con el golfo Spencer, al oeste con la Gran Bahía Australiana y al norte con los montes Gawler. Lleva el nombre del explorador Edward John Eyre que la exploró parcialmente entre 1839 y 1841. 

## Historia

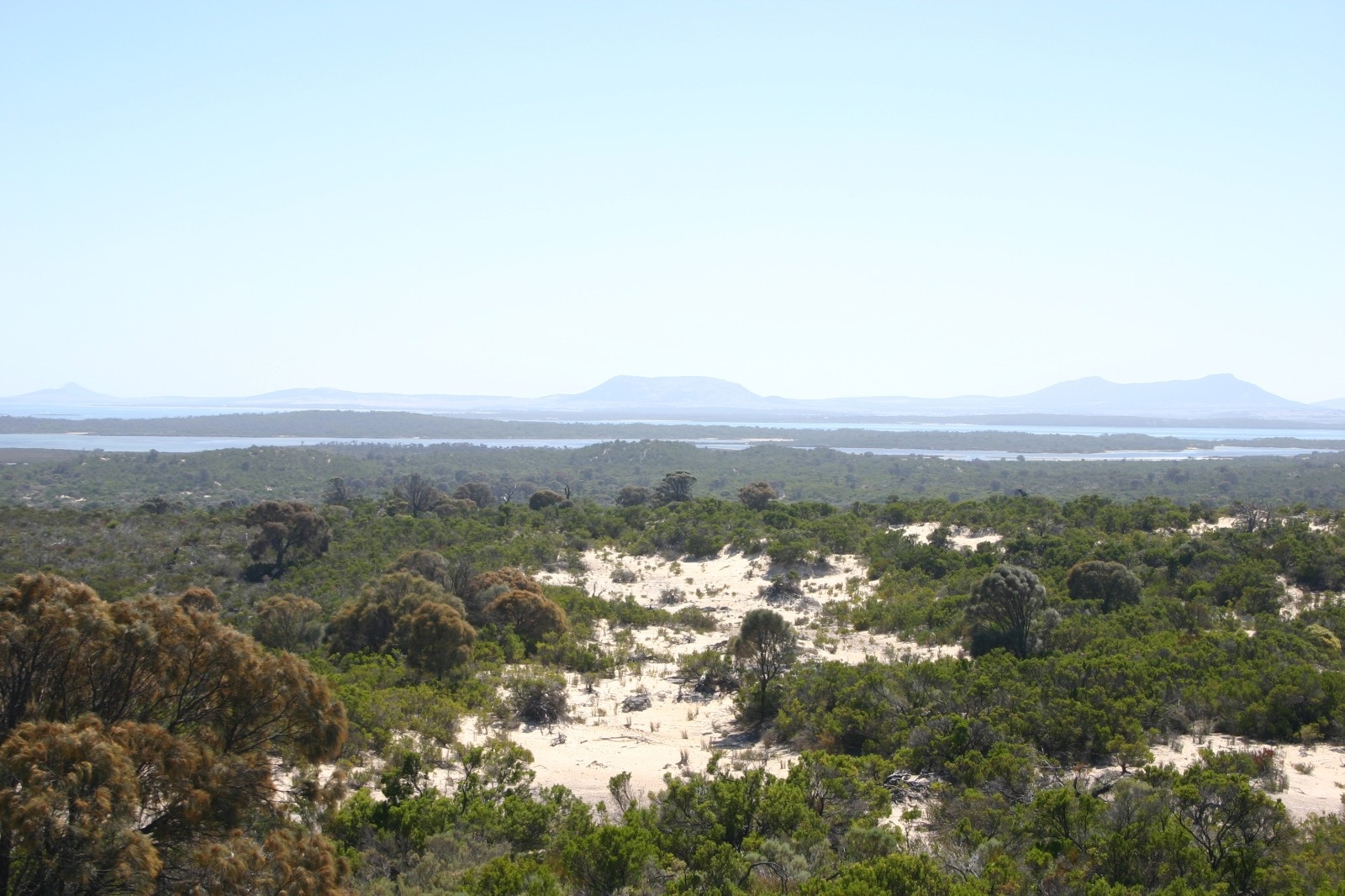
Paisaje del parque nacional Coffin Bay en la península Eire.

Su línea de costa fue explorada por primera vez por el británico Matthew Flinders en 1801 y 1802. La costa occidental también fue visitada por la francesa expedición Baudin (1800-04), más o menos por la misma época. El interior de la península fue explorado por una expedición liderada por John Charles Darke en 1844, resultando muerto por los aborígenes locales cuando regresaban a Port Lincoln.

## Visión general
Las principales ciudades son Port Lincoln en la punta austral, Whyalla y Port Augusta al noreste, y Ceduna al noroeste. Están conectadas por la autopista de Eyre por el interior y por las autovías Flinders y Lincoln Highway por las costas oeste y este respectivamente.
El principal recurso de la zona es la agricultura y la ganadería: los cereales, el ganado ovino y bovino y en el sur más húmedo actividades como industria láctea y del vino. Muchas de las localidades de la costa se dedican a la pesca comercial, particularmente Port Lincoln tiene una gran flota de pesca del atún, que gradualmente se están cambiando su actividad a la piscicultura. La península de Eyre tiene una población de unas 55 390 personas, que va en aumento.
Existe minería comercial de nefrita cerca de Cowell. También hay minería de hierro en las colinas cerca de Iron Knob yendo hacia el interior desde Whyalla, donde es transportada para su fundición.
Hay varios parque nacionales situados en la península de Eyre península entre los que están el parque nacional Lincoln, el parque nacional de Coffin Bay, el parque nacional de los montes Gawler, además de varios espacios naturales protegidos y reservas como Acraman Creek Conservation Park.
En enero de 2005 en la península de Eyre tuvo lugar un gran incendio en el que se arrasó una gran extensión de monte bajo y murieron 9 personas.

## Transporte
La península está dotada de una red de ferrocarril de vía estrecha, que se encuentra aislada del resto de los sistemas ferroviarios de Australia.

## Fisiología
La zona es también conocida como la planicie costera de Eyre Coastal, lo que caracteriza la fisiología de la mayor parte de la provincia de la cuenca de Eucla, que forma parte de más amplia división del escudo australiano.